# Zippalanda

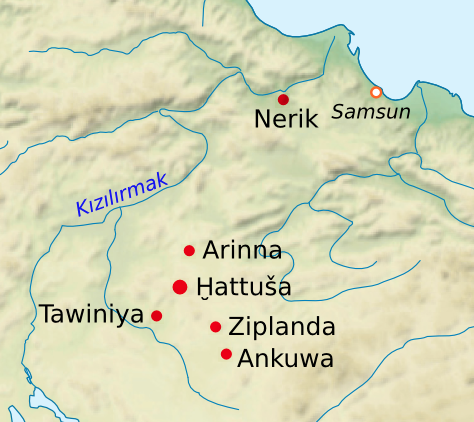
Carte de l'empire Hittite

Zippalanda (ou Ziplanda) est une ancienne cité du royaume des Hittites, située dans l'Anatolie centrale, sur le site d’Uşakli Höyük. Les textes hittites nous apprennent que Zippalanda était un lieu de culte majeur, dédié au Dieu de l'Orage, la divinité principale des panthéons de l'Anatolie antique, qui y disposait d'un grand temple. Plusieurs des fêtes religieuses majeures du pays hittite y avaient lieu, comme les grandes fêtes du printemps (purulli et AN.TAH.ŠUM). Le roi participait à ces célébrations, et disposait d'un palais dans la cité qu'il occupait durant ces périodes. Le Dieu de l'Orage de Zippalanda était également vénéré à la montagne Daha, qui voisinait la ville, peut-être l'actuel Kerkenes Dağ.